# 南丹市指定文化財一覧
南丹市指定文化財一覧（なんたんししていぶんかざいいちらん）は、京都府南丹市指定の文化財や史跡等を一覧化したものである。84点が登録されている（2010年4月1日現在）。

## 建造物
17点登録（2010年4月1日現在）。
- 住吉神社本殿 1棟（住吉神社） - 昭和60年3月30日指定。八木町西田山崎49番地。
- 荒井神社本殿 1棟（荒井神社） - 昭和60年3月30日指定。八木町美里荒井1番地。
- 安楽寺太鼓櫓 1棟（安楽寺） - 昭和60年3月30日指定。八木町北屋賀国府26番地。
- 龍興寺鐘楼 1棟（龍興寺） - 昭和60年3月30日指定。八木町八木西山6番地1。
- 西光寺本堂 1棟（西光寺） - 平成元年5月30日指定。八木町美里石谷9番地。
- 宝篋印塔 1基（威音寺） - 昭和52年5月20日指定。日吉町四ツ谷。
- 海老坂宝篋印塔 1基 - 昭和52年5月20日指定。日吉町四ツ谷。
- 宝篋印塔 1基（普門院） - 昭和52年5月20日指定。日吉町中世木宮ノ前13番地。
- 五輪塔 4基（普門院） - 昭和52年5月20日指定。日吉町中世木宮ノ前13番地。
- 玉岩地蔵堂及び庫裏 各1棟（玉岩地蔵堂） - 昭和53年8月30日指定。日吉町四ツ谷長谷1番地。
- 宝篋印塔 3基 - 昭和62年12月24日指定。日吉町四ツ谷。
- 宝篋印塔 1基（清水寺） - 平成2年9月8日指定。日吉町志和賀清水30番地。
- 旧湯浅治氏民家 1棟 - 平成12年3月6日指定。南丹市日吉町郷土資料館。
- 東家住宅主屋・小屋 2棟 - 平成17年12月22日指定。美山町野添一本松8番地。
- 村田家住宅主屋 1棟 - 平成17年12月22日指定。美山町島朴ノ木41番地。
- 諏訪神社本殿・表門 2棟（諏訪神社） - 平成17年12月22日指定。美山町鶴ヶ岡宮ノ脇2番地。
- 宝泉寺大師堂 1棟（宝泉寺） - 平成17年12月22日指定。美山町小渕中ノ元9番地。

## 美術工芸品
54点登録（2010年4月1日現在）。	
- 木造千種姫像 1躯（普済寺） - 昭和45年7月23日指定。園部町若森庄気谷76番地。
- 木造聖観音菩薩立像 1躯（浄香寺） - 昭和45年7月23日指定。園部町横田７号130番地。
- 木造十一面観音菩薩立像 1躯（奥西観音堂 - 昭和45年7月23日指定。園部町半田安谷93番地1。
- 木造仁王像 2躯（九品寺） - 昭和45年7月23日指定。園部町船阪大門47番地。
- 木造阿弥陀如来座像 1躯（禅福寺） - 平成11年4月27日指定。園部町高屋寺の下8番地。
- 木造増長天立像 1躯（福寿寺） - 昭和60年3月30日指定。八木町船枝志運山1番地。
- 木造多聞天立像 1躯（福寿寺） - 昭和60年3月30日指定。八木町船枝志運山1番地。
- 木造大日如来坐像 1躯（政徳寺） - 昭和60年3月30日指定。八木町諸畑後町18番地。
- 木造釈迦如来坐像 1躯（神留寺） - 昭和60年3月30日指定。八木町神吉中ノ庄51番地。
- 木造木喰仏像 22躯（清源寺） - 昭和60年3月30日指定。八木町諸畑大谷口102番地。
- 木造木喰仏像 5躯（蔭凉寺） - 昭和60年3月30日指定。八木町諸畑福本84番地。
- 木造聖観音菩薩立像 1躯（池上院） - 平成元年5月30日指定。八木町池上寺ノ内35番地。
- 木造十一面観音菩薩立像 1躯（池上院） - 平成元年5月30日指定。八木町池上寺ノ内35番地。
- 木造毘沙門天立像 1躯（成就院） - 昭和52年5月20日指定。日吉町殿田。
- 木造薬師如来坐像 1躯（成就院） - 昭和52年5月20日指定。日吉町殿田。
- 石造薬師如来坐像 1躯（威音寺） - 昭和52年5月20日指定。日吉町四ツ谷。
- 銅製懸仏（大日如来像） 1面（威音寺） - 昭和52年5月20日指定。日吉町四ツ谷。
- 木造懸仏（十一面観音・如来坐像） 2面（威音寺） - 昭和52年5月20日指定。日吉町四ツ谷。
- 木造懸仏 139面（普門院） - 昭和52年5月20日指定。日吉町中世木宮ノ前13番地。
- 銅鏡 7面（普門院） - 昭和52年5月20日指定。日吉町中世木宮ノ前13番地。
- 聖観世音菩薩立像 1躯 - 昭和53年8月30日指定。
- 観音像 33躯 - 昭和52年5月20日指定。南丹市日吉町殿田上小牧。
- 石造玉岩地蔵尊 1躯（玉岩地蔵堂） - 昭和53年8月30日指定。日吉町四ツ谷長谷1番地。
- 鰐口 1口（玉岩地蔵堂） - 昭和53年8月30日指定。日吉町四ツ谷長谷1番地。
- 木造十一面観世音菩薩立像 1躯（宝勝寺、念佛寺） - 昭和53年8月30日指定。日吉町中世木。
- 木造多聞天立像及び木造広目天立像 各1躯（宝勝寺、念佛寺） - 昭和53年8月30日指定。日吉町中世木。
- 鰐口 1口（宝勝寺、念佛寺） - 昭和53年8月30日指定。日吉町中世木。
- 木造地蔵菩薩坐像 1躯（如意寺） - 昭和55年8月20日指定。日吉町生畑寺の下18番地。
- 木造毘沙門天立像 1躯（如意寺） - 昭和55年8月20日指定。日吉町生畑寺の下18番地。
- 木造不動明王立像 1躯（如意寺） - 昭和55年8月20日指定。日吉町生畑寺の下18番地。
- 木造女神坐像 1躯（如意寺） - 昭和55年8月20日指定。日吉町生畑寺の下18番地。
- 鰐口 1口（如意寺） - 昭和53年8月30日指定。日吉町生畑寺の下18番地。
- 木造懸仏 6面（如意寺） - 昭和55年8月20日指定。日吉町生畑寺の下18番地。
- 銅鏡 2面（如意寺） - 昭和55年8月20日指定。日吉町生畑寺の下18番地。
- 大般若経 600帖（如意寺） - 昭和55年8月20日指定。日吉町生畑寺の下18番地。
- 版本五部大乗経 200巻（如意寺） - 昭和55年8月20日指定。日吉町生畑寺の下18番地。
- 木造薬師如来坐像 1躯（安楽寺） - 昭和55年8月20日指定。日吉町佐々江大石28番地。
- 木造四天王立像 1躯（安楽寺） - 昭和55年8月20日指定。日吉町佐々江大石28番地。
- 木造毘沙門天立像 1躯 - 昭和57年8月30日指定。日吉町佐々江。
- 木造地蔵菩薩立像 1躯 - 昭和57年8月30日指定。日吉町佐々江。
- 梵鐘 1口（寶林寺） - 昭和62年12月24日指定。日吉町四ツ谷寺ノ下3番地。
- 十六善神像 1幅（岡安神社） - 平成7年9月1日指定。日吉町四ツ谷際田12番地。
- 当麻曼荼羅図 1幅（念佛寺） - 平成16年6月14日指定。日吉町中世木小谷口8番地。
- 木造薬師如来坐像 1躯（本妙寺） - 平成3年4月1日指定。美山町上司溝ノ上1番地。
- 木造釈迦如来坐像 1躯（法明寺） - 平成3年4月1日指定。美山町鶴ヶ岡ノブ15番地。
- 木造地蔵菩薩立像 1躯（法明寺） - 平成3年4月1日指定。美山町鶴ヶ岡ノブ15番地。
- 木造薬師如来坐像 1躯（山水寺） - 平成3年4月1日指定。美山町盛郷堂ノ下3番地2。
- 木造月光菩薩立像 1躯（山水寺） - 平成3年4月1日指定。美山町盛郷堂ノ下3番地2。
- 木造阿弥陀如来像 1躯（光瑞寺） - 平成3年4月1日指定。美山町内久保段37番地。
- 木造阿弥陀如来像 1躯（泉龍寺） - 平成3年4月1日指定。美山町長谷弓立1番地1。
- 木造地蔵菩薩半跏像 1躯（栄久院） - 平成3年4月1日指定。美山町和泉宝天頭66番地。
- 木造川勝光照像 1躯（光照寺） - 平成3年4月1日指定。美山町静原猪ノ谷尻6番地。
- 鰐口 1口（八幡神社） - 昭和59年4月14日指定。美山町北宮ノ本31番地1。

## 有形民俗文化財
1点登録（2010年4月1日現在）。
- 多治神社の神輿 2基（多治神社） - 昭和62年12月24日指定。日吉町田原宮後2番地1。

## 無形民俗文化財
2点登録（2010年4月1日現在）。
- 牧山の松明行事 - 昭和62年2月24日指定。日吉町中世木宮ノ前13番地。
- 胡麻日吉神社の馬馳け（日吉神社） - 昭和62年12月24日指定。日吉町胡麻。

## 史跡
1点登録（2010年4月1日現在）。
- 塩貝城跡 - 昭和55年8月20日指定。日吉町上胡麻谷44番地。

## 天然記念物
9点登録（2010年4月1日現在）。
- 知見正法寺のイチョウ 1株（正法寺） - 平成7年4月1日指定。美山町知見家ノ上25番地。
- 北八幡神社のスギ 1株（八幡神社） - 平成7年4月1日指定。美山町北宮ノ本31番地1。
- 北稲荷神社のトチ 1株（稲荷神社） - 平成7年4月1日指定。美山町北西山14番地。
- 宮脇道相神社のカヤ 2株（道相神社） - 平成7年4月1日指定。美山町宮脇ヒノ谷43番地1。
- 静原光照寺のヤマザクラ 1株（光照寺） - 平成7年4月1日指定。美山町静原猪谷尻6番地。
- 諏訪神社のスギ 1株（諏訪神社） - 平成7年4月1日指定。美山町鶴ヶ岡宮ノ脇2番地。
- 松尾鈴波神社のスギ 1株（鈴波神社） - 平成7年4月1日指定。美山町豊郷宮ノ谷11番地。
- 三埜菅原神社のスギ 1株（菅原神社） - 平成7年4月1日指定。美山町三埜久里谷17番地。
- 小笹尾大川神社のスギ 1株（大川神社） - 平成7年4月1日指定。美山町三埜仲筋23番地。